# Meravigliosa vita
Meravigliosa vita è il trentasettesimo album del cantante italiano Bobby Solo (all'anagrafe Roberto Satti) che celebra i suoi 70 anni di età e 50 di carriera, pubblicato dalla Clodio Management S.r.l.s. il 18 marzo 2015.
Questo album contiene 13 brani, dei quali 9 inediti (di cui 3 firmati da Mogol) e 4 riletture in chiave blues di altrettanti "classici" dell'artista: Se piangi se ridi, Non c'è più niente da fare, Una lacrima sul viso e Gelosia.

## Tracce
1. Al tuo amore non ci credo – 3:44 (Roberto Satti, Luca Angelosanti, Francesco Morettini, Nicodemo Scilanga)
2. Meravigliosa vita – 3:53 (Roberto Satti, Mogol)
3. Un angelo così – 3:08 (Roberto Satti, Luca Angelosanti, Francesco Morettini, Nicodemo Scilanga)
4. Un vero grande sentimento – 4:10 (Roberto Satti, Mogol)
5. Una lacrima sul viso – 3:27 (Roberto Satti, Mogol)
6. Volo 453 – 3:25 (Roberto Satti, Luca Angelosanti, Raffaele Viscuso, Francesco Morettini)
7. Se piangi se ridi – 3:26 (Roberto Satti, G. Marchetti, Mogol)
8. Il regalo più bello – 3:28 (Roberto Satti, Luca Angelosanti, S.Arena)
9. Trappola d'oro – 3:04 (Roberto Satti, Mogol)
10. Gelosia – 3:50 (Roberto Satti, Dancio)
11. Tu sei qui – 3:31 (Roberto Satti, Luca Angelosanti, Francesco Morettini, Nicodemo Scilanga)
12. Non c'è più niente da fare – 2:54 (Roberto Satti, G.Capuano, Gianni Sanjust)
13. Se perdo te – 4:01 (Roberto Satti, Luca Angelosanti, Nicodemo Scilanga)